# Adaxiální

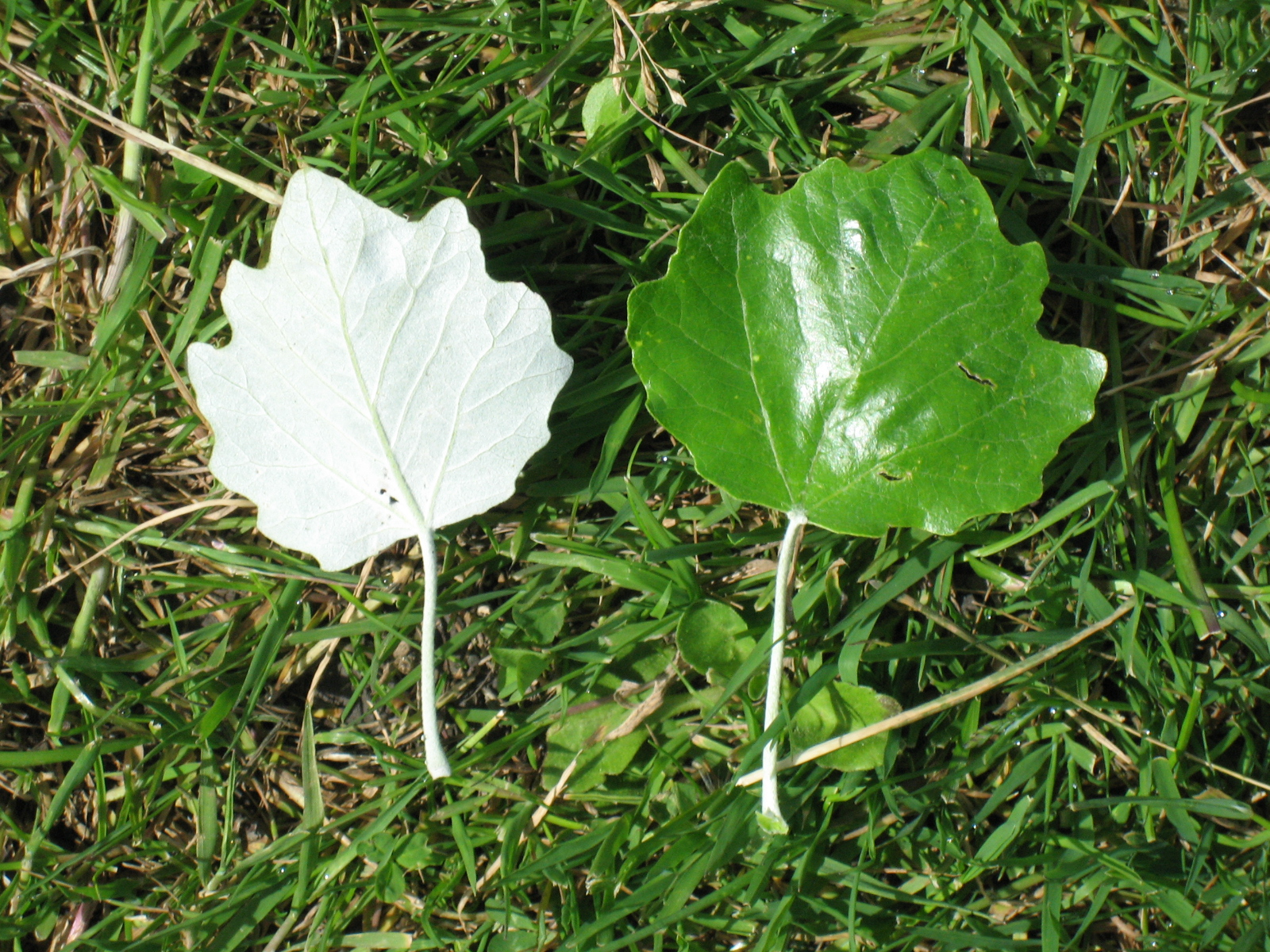
abaxiální (spodní strana listu, vlevo) a adaxiální (horní strana listu, vpravo) strana listu Topolu bílého

Za adaxiální, z lat. ad = „k“ a axis = „osa“ se obecně označuje místo blíže k tělu, popř. tělní ose. V botanice se tak označuje strana listu přilehající ke stonku. Tato strana se morfologicky označuje za horní stranu, ač nemusí být vždy otočená nahoru. U květů označuje adaxiální vždy stranu obrácenou dovnitř květu.

Od stonku či tělesné osy odvrácená strana se označuje za abaxiální.